# Palawanvlagstaartpapegaai
De palawanvlagstaartpapegaai (Prioniturus platenae) is een papegaai uit de familie van de Psittaculidae (Papegaaien van de Oude Wereld) en het geslacht vlagstaartpapegaaien (Prioniturus). De wetenschappelijke naam van de soort werd in 1888 gepubliceerd door Wilhelm Blasius. Het is een door habitatverlies kwetsbaar geworden vogelsoort die alleen voorkomt op de Filipijnen.
In het Tagbanua heet deze vogel Kilit..

## Herkenning
De palawanvlagstaartpapegaai is exclusief de 50 tot 75 centimeter lange staartveren, 23,5 centimeter en heeft een vleugellengte van 15,5 centimeter. De soort is daarom vlagstaartpapegaai van gemiddelde grootte. De twee geslachten verschillen enigszins van elkaar. Het mannetje heeft een geheel turquoiseblauwe kop. De rest van de bovenzijde is vaalgroen. De borst en het bovenste deel van de buik is donkergeel tot groen met wat turquoise blauw daardoorheen. Het onderste deel van de buik en de onderzijde van de staart zijn geelgroen. De vleugels en de staartveren zijn groen. De middelste staartpennen hebben een verlengde schaft en hebben aan het eind een soort zwarte vlag. De buitenste staartpennen zijn donkergroen en het onderste deel is turquoise blauw. De vliegveren zijn kobaltgroen met groene randen. Het vrouwtje heeft een minder felblauwe kop. De onderzijde van het vrouwtje is bovendien minder blauw. De snavel van de Palawanvlagstaartpapegaai is blauwachtig wit, de ogen zijn bruin en de poten donkergrijs.
De palawanvlagstaartpapegaai is, vooral tijdens het vliegen, een luidruchtige vogel.

## Ondersoorten, verspreiding en leefgebied
Van de palawanvlagstaartpapegaai zijn geen verschillende ondersoorten bekend. De soort komt alleen op het eiland Palawan en de volgende eilanden daaromheen: Balabac, Busuanga, Calauit, Culion en Dumaran. De Palawanvlagstaartpapegaai komt daar voor in de toppen van laaglandbossen, lage begroeiing, mangrove en nabijgelegen gecultiveerde gebieden. De soort leeft alleen, in paartjes of in kleine groepjes.

## Voortplanting
Van de palawanvlagstaartpapegaai is niets bekend over de voortplanting in het wild.

## Status
De palawanvlagstaartpapegaai heeft een beperkt verspreidingsgebied en daardoor is de kans op uitsterven aanwezig. De grootte van de populatie werd in 2016 door BirdLife International geschat op 1,5 tot 7 duizend volwassen individuen en de populatie-aantallen nemen vooral af door habitatverlies. Het leefgebied wordt aangetast door ontbossing waarbij natuurlijk bos wordt omgezet in gebied voor agrarisch gebruik en mijnbouw; daarnaast vindt illegale houtkap plaats. Vangst voor de kooivogelhandel is een minder grote bedreiging omdat de levensduur van de vogels in gevangenschap zeer kort is. Om deze redenen staat deze soort als kwetsbaar op de Rode Lijst van de IUCN.
Er gelden beperkingen voor de handel in deze papegaai, want de soort staat in de Bijlage II van het CITES-verdrag.